# Nuoto ai Giochi della XXIX Olimpiade - 1500 metri stile libero maschili
Si sono svolte 5 batterie di qualificazione. I primi 8 atleti si sono qualificati direttamente per la finale.

## Record
Prima di questa competizione, il record del mondo (WR) e il record olimpico (OR) erano i seguenti.
| Record mondiale | 14'34"56 | Grant Hackett Australia | 29 luglio 2001 Fukuoka, Giappone |
| Record olimpico | 14'43"40 | Grant Hackett Australia | 21 agosto 2004 Atene, Grecia     |

Durante l'evento sono stati migliorati i seguenti record:
| Data      | Evento      | Atleta        | Nazione   | Tempo    | Record          |
| --------- | ----------- | ------------- | --------- | -------- | --------------- |
| 15 agosto | 3ª batteria | Ryan Cochrane | Canada    | 14'40"84 | Record olimpico |
| 15 agosto | 5ª batteria | Grant Hackett | Australia | 14'38"92 | Record olimpico |

## Batterie
| #  | Batteria | Corsia | Atleta               | Nazionalità   | Tempo    | Note             |
| -- | -------- | ------ | -------------------- | ------------- | -------- | ---------------- |
| 1  | 5        | 5      | Grant Hackett        | Australia     | 14:38.92 | Q                |
| 2  | 3        | 5      | Ryan Cochrane        | Canada        | 14:40.84 | Q                |
| 3  | 3        | 4      | Jurij Prilukov       | Russia        | 14:41.13 | Q,               |
| 4  | 5        | 6      | Zhang Lin            | Cina          | 14:45.84 | Q,               |
| 5  | 3        | 3      | David Davies         | Regno Unito   | 14:46.11 | Q                |
| 6  | 4        | 6      | Oussama Mellouli     | Tunisia       | 14:47.76 | Q                |
| 7  | 4        | 2      | Sun Yang             | Cina          | 14:48.39 | Q                |
| 8  | 5        | 3      | Larsen Jensen        | Stati Uniti   | 14:49.53 | Q                |
| 9  | 4        | 4      | Mateusz Sawrymowicz  | Polonia       | 14:50.30 |                  |
| 10 | 4        | 5      | Federico Colbertaldo | Italia        | 14:51.44 |                  |
| 11 | 5        | 4      | Peter Vanderkaay     | Stati Uniti   | 14:52.11 |                  |
| 12 | 5        | 1      | Spyridōn Gianniōtīs  | Grecia        | 14:53.32 |                  |
| 13 | 2        | 3      | Nicolas Rostoucher   | Francia       | 15:00.58 |                  |
| 14 | 2        | 5      | Mads Glæsner         | Danimarca     | 15:03.33 |                  |
| 15 | 4        | 3      | Craig Stevens        | Australia     | 15:04.82 |                  |
| 16 | 3        | 6      | Park Tae-Hwan        | Corea del Sud | 15:05.55 |                  |
| 17 | 4        | 7      | Samuel Pizzetti      | Italia        | 15:07.02 |                  |
| 18 | 3        | 7      | Takeshi Matsuda      | Giappone      | 15:09.17 |                  |
| 19 | 5        | 8      | Gergő Kis            | Ungheria      | 15:09.67 |                  |
| 20 | 2        | 2      | Tom Vangeneuden      | Belgio        | 15:11.04 |                  |
| 21 | 1        | 5      | Florian Janistyn     | Austria       | 15:12.46 | Record nazionale |
| 22 | 5        | 7      | Troy Prinsloo        | Sudafrica     | 15:12.64 |                  |
| 23 | 3        | 1      | Sergiy Fesenko       | Ucraina       | 15:13.03 |                  |
| 24 | 2        | 4      | Maciej Hreniak       | Polonia       | 15:16.16 |                  |
| 25 | 3        | 8      | Richard Charlesworth | Regno Unito   | 15:17.27 |                  |
| 26 | 4        | 8      | Marco Rivera         | Spagna        | 15:18.98 |                  |
| 27 | 3        | 2      | Sébastien Rouault    | Francia       | 15:21.14 |                  |
| 28 | 2        | 1      | Dragoș Coman         | Romania       | 15:24.05 |                  |
| 28 | 2        | 7      | Fernando Costa       | Portogallo    | 15:26.21 |                  |
| 30 | 1        | 3      | Petar Stoychev       | Bulgaria      | 15:28.84 |                  |
| 31 | 5        | 2      | Nikita Lobintsev     | Russia        | 15:35.47 |                  |
| 32 | 1        | 6      | Ryan Paolo Arabejo   | Filippine     | 15:42.77 |                  |
| 33 | 2        | 8      | Ricardo Monasterio   | Venezuela     | 15:45.98 |                  |
| 34 | 1        | 4      | Juan Martin Pereyra  | Argentina     | 15:49.57 |                  |
| 35 | 1        | 2      | Ediz Yildirimer      | Turchia       | 16:28.79 |                  |
| -  | 2        | 6      | Christian Kubusch    | Germania      | NP       |                  |
| -  | 4        | 1      | Luka Turk            | Slovenia      | NP       |                  |

## Finale
| Posizione | Atleta           | Paese       | Tempo    | Note            |
| --------- | ---------------- | ----------- | -------- | --------------- |
|           | Oussama Mellouli | Tunisia     | 14:40.84 | Record africano |
|           | Grant Hackett    | Australia   | 14:41.53 |                 |
|           | Ryan Cochrane    | Canada      | 14:42.69 |                 |
| 4         | Jurij Prilukov   | Russia      | 14:43.21 |                 |
| 5         | Larsen Jensen    | Stati Uniti | 14:48.16 |                 |
| 6         | David Davies     | Regno Unito | 14:52.11 |                 |
| 7         | Zhang Lin        | Cina        | 14:55.20 |                 |
| 8         | Sun Yang         | Cina        | 15:05.12 |                 |